# Conakry
Conakry (susu: Kɔnakiri) glavni je i najveći grad Gvineje. Conakry je lučki grad na Atlantskom oceanu. Grad je gospodarsko, financijsko i kulturno središte Gvineje s 1.548.500 stanovnika prema procjeni iz 2009. godine.
Gradske znamenitosti uključuju katoličku katedralu, džamiju i Nacionalni muzej Gvineje.

## Povijest
Grad su osnovali Francuzi godine 1889. na otoku Tombo, jednome od skupine Îles de Los, ali se širi na susjedni poluotok Kaloum. Grad je osnovan nakon što su Britanci ustupili otok Francuskoj 1887. godine. Godine 1885. dva otočka sela Conakry i Boubinet imala su manje od 500 stanovnika. Conakry je postao glavni grad Francuske Gvineje 1904. i napredovao je kao izvozna luka, osobito nakon otvaranja (sada zatvorene) željeznice prema Kankanu i velikog izvoza kikirikija iz unutrašnjosti.
Nakon stjecanja neovisnosti broj stanovnika Conakryja je doživio nagli porast od 50.000 stanovnika 1958. na oko 600.000 1980. godine, pa do današnjih oko dva milijuna stanovnika.

## Klima
Prema Köppenovoj klasifikaciji klime Conakry ima tropsku monsunsku klimu. Conakry ima kišnu i sušnu sezonu. Kao dobar dio zapadne Afrike sušna sezona je pod utjecajem vjetra harmatana između prosinca i travnja. Kao rezultat toga padne relativno malo padalina u gradu tijekom ovih mjeseci. Međutim, za razliku od dobrog dijela Zapadne Afrike, kišna sezona ima izvanrednu količinu oborina. Kao rezultat toga, Conakry ima prosjek od gotovo 4.300 mm padalina godišnje.

## Ekonomija
Gradsko gospodarstvo u velikoj mjeri ovisi od luke, koja ima moderne objekte za skladištenje tereta, kroz koju prolaze banane i alumina. Postoji i sitna industija prehrambenih proizvoda i građevinskog materijala. U gradu se nalazi i međunarodna zračna luka.

## Šport
Hafia FC je nogometni klub iz Conakrya.

## Vanjske poveznice
- https://web.archive.org/web/20181006014435/http://www.guineeconakry.info/: Conakry - news portal
- Le Jour Guinée (fr.)
- http://www.conakrycity.com  Arhivirana inačica izvorne stranice od 7. kolovoza 2018. (Wayback Machine)
- Guineevision  Arhivirana inačica izvorne stranice od 5. veljače 2019. (Wayback Machine) (fr.)
- Office National du Tourisme, République du Guinée